# Mladovice
Mladovice (Duits: Mladowitz of Mladowitz bei Poppowitz) is een Tsjechische plaats in de gemeente Popovice, regio Midden-Bohemen, en maakt deel uit van het district Benešov. Het dorp ligt op 1,5 kilometer afstand van Popovice.
Mladovice telt 73 inwoners (2021).

## Geografie
De rivier de Chotýšanka, een zijrivier van de Blanice (Duits: Planitz), stroomt langs en door het dorp.

## Geschiedenis
De eerste schriftelijke vermelding van het dorp dateert van 1389.
Sinds 1960 is Mladovice volledig ondergebracht bij het district Benešov.

## Verkeer en vervoer

### Autowegen
Er leidt een regionale weg naar het dorp.

### Spoorlijnen
Er is geen station in Mladovice. Het dichtstbijzijnde station is in Olbramovice, op zo'n vijftien kilometer afstand. Dat station ligt aan spoorlijn 220 van Praag naar Tábor en České Budějovice. Ook begint hier spoorlijn 223 naar Sedlčany.
Spoorlijn 220 is dubbelsporig en maakt deel uit van het Europese spoorsysteem. Tussen 2010 en 2013 werd de lijn grondig gemoderniseerd, waarbij sommige gedeelten verplaatst werden, om zo een minder bochtig tracé te creëren.

### Buslijnen
Er is zijn drie bushaltes is het dorp:
| Halte                        | Lijn(en) | Traject(en)      | Vervoerder(s) |
| ---------------------------- | -------- | ---------------- | ------------- |
| Popovice, Mladovice          | 758      | Benešov - Vlašim | CŠAD Benešov  |
| Popovice, Mladovice, Lom     | 758      | Benešov - Vlašim | CŠAD Benešov  |
| Popovice, Mladovice, Rozchod | 758      | Benešov - Vlašim | CŠAD Benešov  |

## Bezienswaardigheden
- Dorpskapel

## Galerij

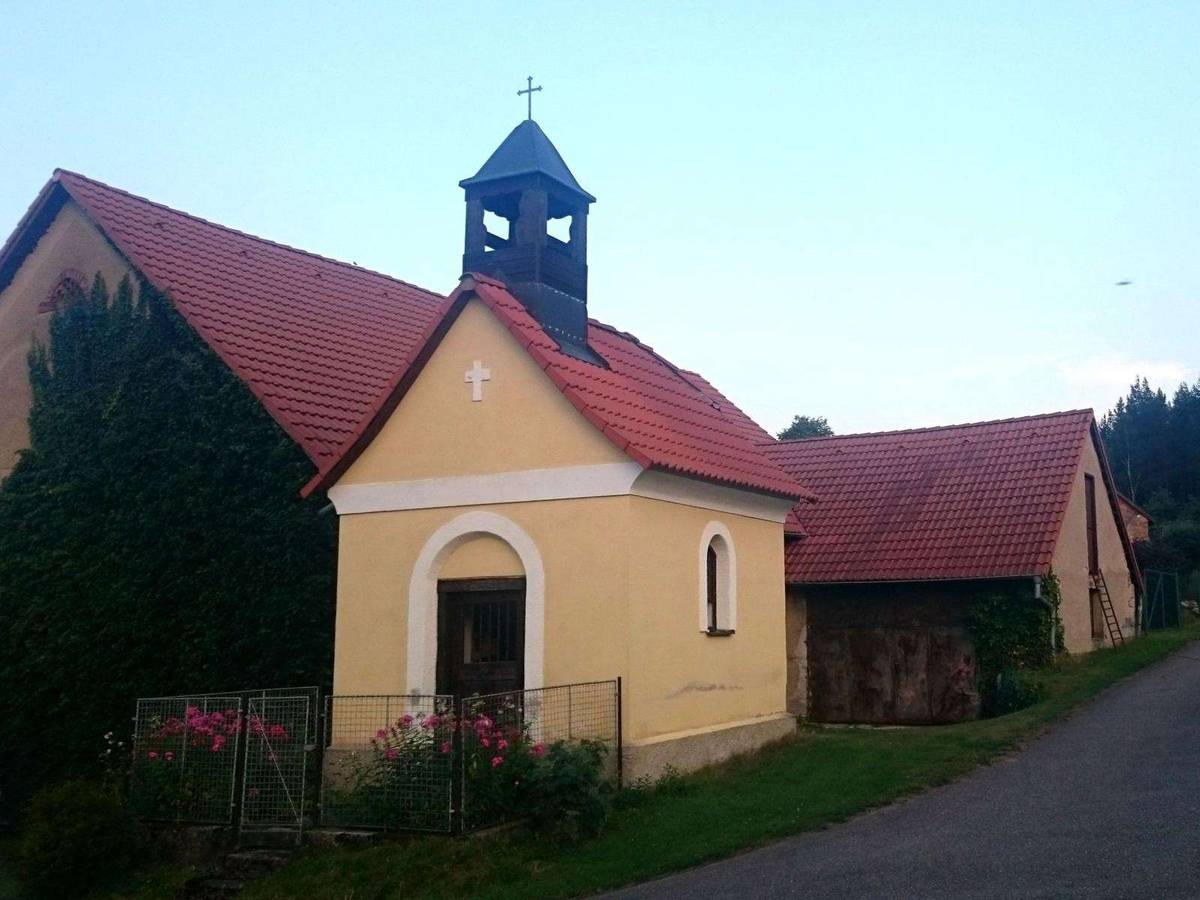
Dorpskapel (2021)
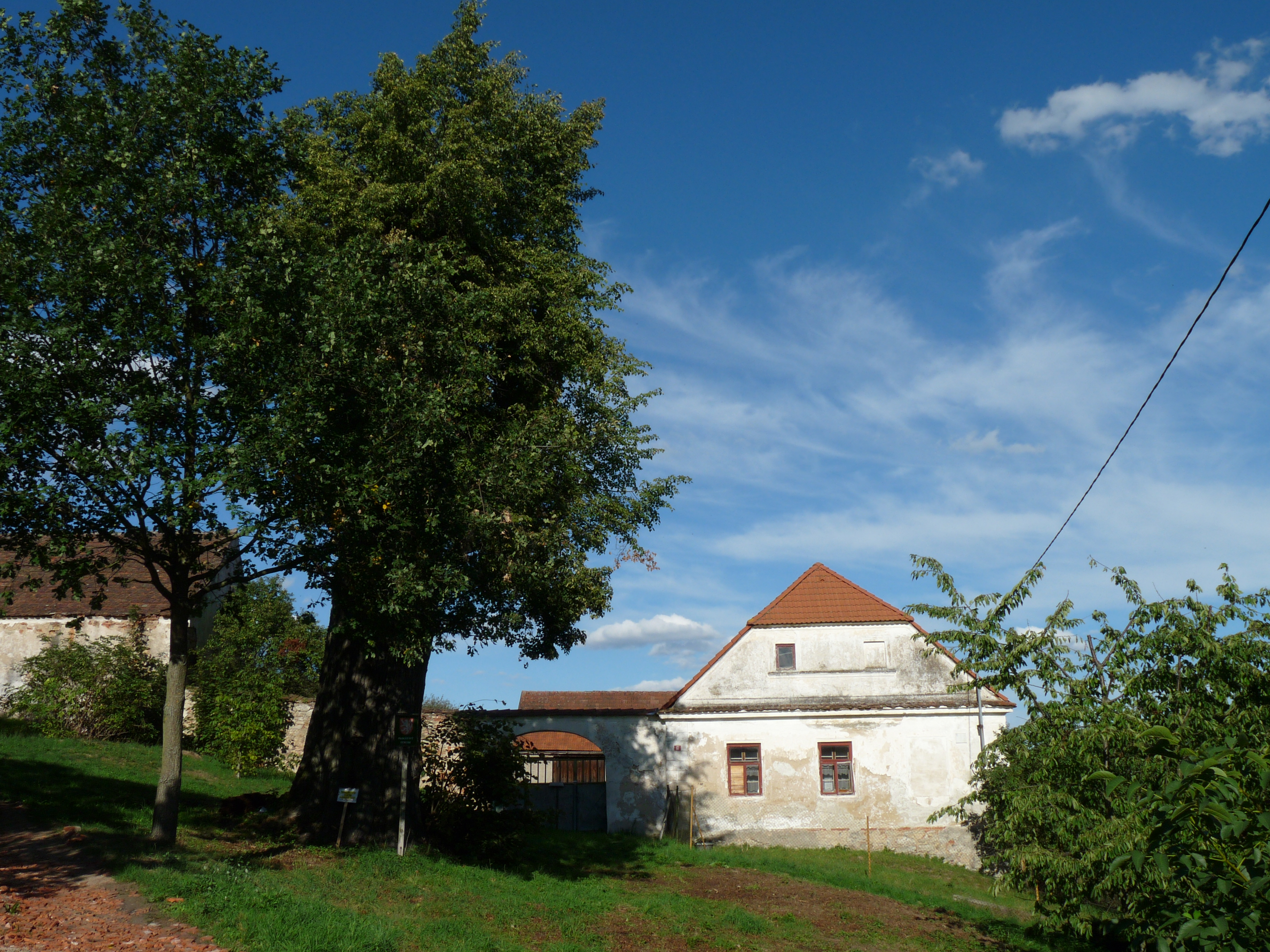
Huis in het dorp (2015)
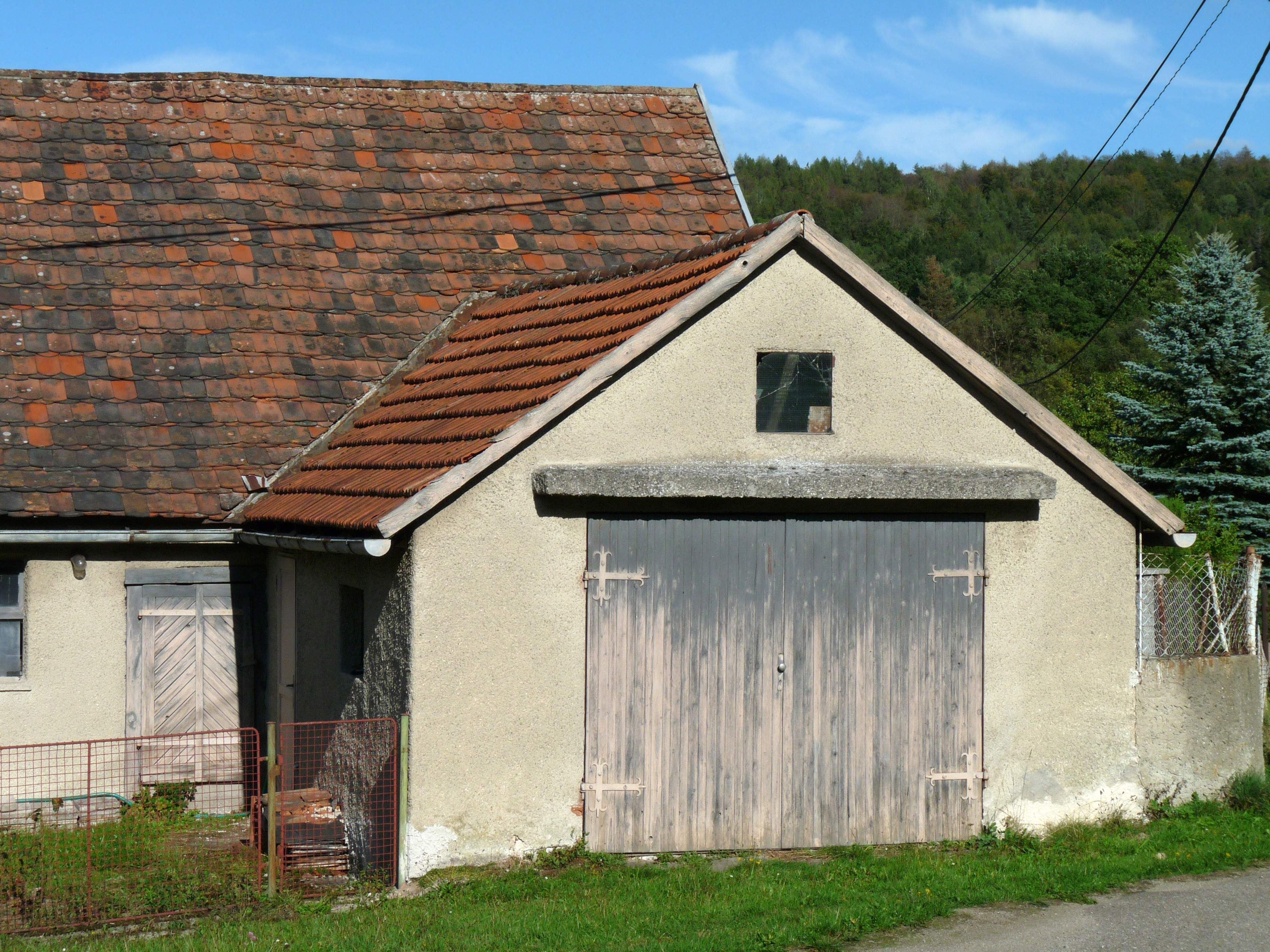
Huis met garage (2015)